# Sasano Takashi
Takashi Sasano (sinh ngày 12 tháng 2 năm 1983) là một cầu thủ bóng đá người Nhật Bản.

## Sự nghiệp câu lạc bộ
Takashi Sasano đã từng chơi cho Tokushima Vortis.